# Quissanga
Quissanga, também grafada como Quissanga Cungo e Quissanga Cunjo, é uma vila e comuna angolana do município de Cela, que se localiza na província de Cuanza Sul.